# Sonic the Hedgehog 4 (Super NES)
Sonic the Hedgehog 4 es un videojuego no autorizado para la Super Nintendo Entertainment System, que tiene su gráfica tomada de los juegos de Sonic the Hedgehog ocupando la jugabilidad del videojuego Speedy Gonzales: Los Gatos Bandidos. El juego fue creado por Twin Eagles Group, un de grupo de programadores de videojuegos del Perú.

## Resumen
Debido a la falta del "ritmo rápido" en los juegos para la Super NES, a los diseñadores les pareció apropiado el reemplazo de Speedy Gonzales con Sonic the Hedgehog.
No mucho ha cambiado en comparación con el juego original. Sin embargo, todos los rastros del juego de Speedy Gonzalez se eliminaron y además todos los niveles fueron reorganizados. La música fue tomada en su totalidad del juego original y el orden en la lista de reproducción fue alterado. El juego utiliza los sprites de 16-bit de los juegos Sonic the Hedgehog, Sonic the Hedgehog 2 y Sonic the Hedgehog 3.
Se  crearon nuevos efectos de sonido y se hicieron grabaciones de voz por los diseñadores de este juego. Cuando Sonic coge los Zapatos de Hiper-Velocidad, el jugador oye las palabras "¡Sonic, Sonic!" en una voz aguda y la música se acelera.
Tres fases del juego original de Speedy Gonzales fueron desechados de este hack por razones desconocidas. Es posible acceder a ellos por la carga de los estados guardados del juego original de Speedy Gonzales. Estos niveles son (en el juego original) "Fiesta City", "Snowy Cabin", y "Sleepy Rock - Parte 2".
El objetivo de Sonic es salvar a Mario. Manteniendo el sistema de juego original, los clones de Mario están encerrados en jaulas durante todo el juego (que también actúan como puntos de guardado). Tras el rescate de un clon de Mario, el jugador escucha la palabra "¡Mario!" en una voz aguda. El último clon de Mario para ser rescatado, posiblemente, podría ser considerado como el "verdadero Mario".
Sin embargo, en el juego original en la etapa "Galatical Galaxies - Parte 1", hay un error relacionado con uno de los interruptores del nivel, al parecer, al presionar uno de estos botones el juego se bloqueaba completamente sin dejar al jugador avanzar más en el juego. Este nivel fue tomado directamente del juego original para ser usado en el hack, por lo tanto, el fallo también está presente en esta versión del juego. Al parecer, es posible superar este fallo saltando por encima de uno de los interruptores que hace que el juego se bloquee.
Después de cada nivel, una imagen de Sonic con una extraña gama de colores cruza horizontalmente por la pantalla cuatro veces y la puntuación total se tabula.
A diferencia de otros juegos de Sonic, los enemigos son derrotados por patadas en vez de saltar sobre su cabeza. No hay Spin Dash, rodar o moverse en forma de pelota. Sonic tiene una salud de hasta cinco corazones que se agotan en lugar de perder todos sus anillos, cuando es golpeado.
A diferencia de un verdadero juego de Sonic, las púas le matarán inmediatamente, los pozos sin fondo también matan a Sonic y que están constantemente presentes durante todo el juego.

## Recepción
Este juego es considerado como uno de los videojuegos piratas más conocidos de la historia. Los cartuchos originales se han encontrado en Hong Kong y Brasil. El juego es considerado aceptable para un videojuego sin licencia. Incluso la música parece ser reconocida popularmente, como propia de este hack, puesto que la mayoría de las personas asocian la banda sonora a esta versión pirata, y no al juego original de Speedy Gonzales.